# Johnny Mize
John Robert "Johnny" Mize (7 de janeiro de 1913 – 2 de junho de 1993), apelidado de Big Jawn e The Big Cat, foi um jogador profissional de beisebol que atuou como primeira base pelo St. Louis Cardinals, New York Giants e o New York Yankees. Jogou na Major League Baseball (MLB) por 15 temporadas, entre 1936 e 1953, perdendo três temporadas devido ao serviço militar durante a Segunda Guerra Mundial. Mize foi convocado dez vezes para o All-Star Game. Posteriormente jogou pelo Yankees onde ganhou cinco World Series consecutivas.
Mize se aposentou em 1953 com 359 home runs e aproveitamento no bastão de 31,2%. Atuou também como comentarista de rádio, olheiro e técnico nas grandes ligas após sua aposentadoria como jogador. Foi selecionado para indução ao Baseball Hall of Fame pelo Veterans Committee em 1981. Em 2014, foi introduzido no St. Louis Cardinals Hall of Fame Museum.

## Legado
Sobre a morte de Mize, Ralph Kiner o descreveu como "um cara muito afável e grande contador de histórias" sobre o campo de jogo. As excepcionais estatísticas de Mize foram ofuscadas por outras de grandes estrelas da mesma era, como Ted Williams, Joe DiMaggio, Stan Musial e Jackie Robinson.
Em janeiro de 2014, o Cardinals anunciou Mize entre 22 ex-jogadores e outros profissionais a serem introduzidos no St. Louis Cardinals Hall of Fame Museum, na classe inaugural de 2014. O Johnny Mize Baseball Museum está localizado no Piedmont College. A faculdade também faz honras ao famoso rebatedor com seu Johnny Mize Athletic Center, um complexo de esporte que abriga a arena de basquete da escola.